# Nachal Marva
Nachal Marva (hebrejsky: נחל מרוה) je krátké vádí v Horní Galileji, v severním Izraeli.
Začíná v nadmořské výšce přes 400 metrů, severovýchodně od vesnice Ejn Ja'akov. Směřuje pak rychle se zahlubujícím a zalesněným údolím k západu, přičemž z jihu míjí vrch Tel Marva. Ústí potom zleva do vádí Nachal Ga'aton.